# マンナール
マンナール（タミル語: மன்னார்、シンハラ語: මන්නාරම、英語: Mannar）は、スリランカの北部州マンナール県の都市である。スリランカ北西部のマンナール島に位置しており、マンナール県の県都でもある。マナーとも表記される。
マンナールはバオバブの木と植民地時代の要塞で知られている。この要塞は1560年にポルトガルが建設し、1658年にオランダが再構築したものである。しかし、城壁と建物は現在でも残っているものの、内装については大きな損傷を受けてしまっている。1世紀に書かれた『エリュトゥラー海案内記』によれば、古代のマンナールは真珠取りの中心地として名高い土地であったという。現在のマンナールは、近代的な中にモスクと教会が並ぶ町である。

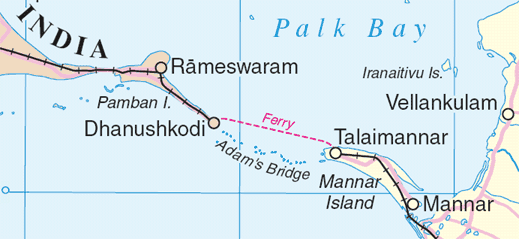
マンナール島とアダムスブリッジ